# Флаг Ремонтненского района
Флаг муниципального образования «Ремо́нтненский район» Ростовской области Российской Федерации.
Флаг муниципального образования Ремонтненский район Ростовской области (далее — флаг Ремонтненского района) составлен на основании герба Ремонтненского района по правилам и соответствующим традициям геральдики и отражает исторические, культурные, социально-экономические, национальные и иные местные традиции.
Флаг Ремонтненского района является официальным символом Ремонтненского района.
Флаг утверждён 28 апреля 2007 года и внесён в Государственный геральдический регистр Российской Федерации с присвоением регистрационного номера 3553.

## Описание флага
Прямоугольное красное полотнище с отношением ширины к длине 2:3, несущее вдоль боковых краёв жёлтые вертикальные полосы шириной в 1/6 длины полотнища каждая и воспроизводящее фигуры герба района: жёлтое колесо и под ним баранью голову изображённую белым, серым и чёрным цветами и два тюльпана переменных цветов на границах жёлтых полос.

## Обоснование символики
Флаг разработана основе герба района.
Планомерное заселение современной территории района началось в 1847 году по указу императора Николая I «О заселении дорог на калмыцких степях Астраханской губернии». Красная полоса на флаге района аллегорически символизирует Царицынско-Ставропольский тракт — кратчайшую дорогу на Кавказскую укреплённую линию и поэтому имевшего огромное значение для России.
Красный цвет — символ мужества, силы, труда, красоты и праздника.
Изображение жёлтого колеса дополняет символику красной полосы и в то же время образно символизирует название района, произошедшее от слова «фр. remonte» вошедшее в российский обиход со времени Петра I. Одно из значений этого слова — замена, вторичное снаряжение лошадей.
Голова барана на флаге отражает основное занятие местных жителей — тонкорунное овцеводство, принёсшее им славу в масштабе всей страны. Ремонтненская степь располагает к ведению животноводства и со временем основной отраслью хозяйства стало тонкорунное овцеводство. Первые мериносы появились в крестьянских хозяйствах в последней четверти XIX века, а сегодня в Ремонтненском районе находится лучший генофонд породы «Советский меринос».
Белый цвет (серебро) — символ чистоты, совершенства, мира и взаимопонимания.
Уникальное природно-географическое положение района отражено на флаге жёлтыми краями и тюльпанами, расположенными поверх их границы. Район расположен на границе между Европой и Азией и находится в двух частях света. Здесь богатая степная флора знаменитая своими реликтовыми тюльпанами. Для местных жителей тюльпан всегда был символом весенней степи, её жемчужиной, символом обновления.
Жёлтый цвет (золото) — символ стабильности, солнечного света и тепла, уважения.